# J. Mayhew Wainwright

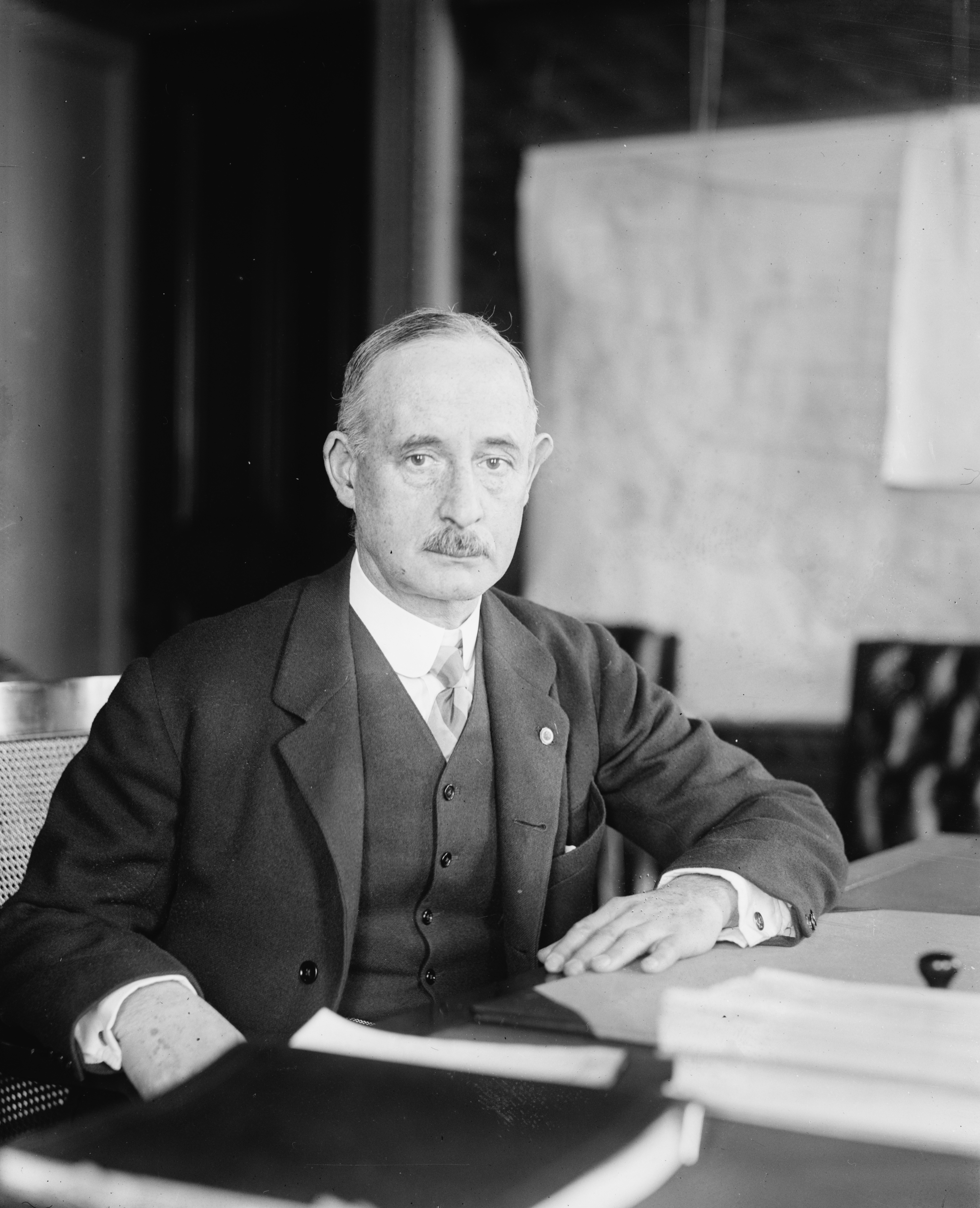
J. Mayhew Wainwright, 1921

Jonathan Mayhew Wainwright (* 10. Dezember 1864 in New York City; † 3. Juni 1945 in Rye, New York) war ein US-amerikanischer Jurist und Politiker. Zwischen 1923 und 1931 vertrat er den Bundesstaat New York im US-Repräsentantenhaus.

## Werdegang
J. Mayhew Wainwright graduierte am Columbia College, 1884 an der Columbia School of Political Science in New York City und 1886 an der Columbia Law School. Nach dem Erhalt seiner Zulassung als Anwalt im selben Jahr begann er in New York City und im Westchester County zu praktizieren. Er diente zwischen 1889 und 1903 in der 12. Infanterie der New York National Guard. Während dieser Zeit nahm er an den Kampfhandlungen im Spanisch-Amerikanischen Krieg teil. Zu jener Zeit bekleidete er den Dienstgrad eines Captain im 12. Regiment der New York Volunteers. Zwischen 1902 und 1908 saß er in der New York State Assembly und zwischen 1909 und 1913 im Senat von New York. Er wurde 1914 in die erste New York State Workmen’s Compensation Commission berufen – ein Posten, den er bis 1915 innehatte. Während des Ersten Weltkrieges diente er 1916 als Lieutenant Colonel im Inspector General’s Department der New York National Guard an der Mexikanischen Grenze. Zwischen 1917 und 1919 war er Lieutenant Colonel in der 27. Division. Präsident Warren G. Harding ernannte ihn am 14. März 1921 als Nachfolger von William Reid Williams zum stellvertretenden Kriegsminister (Assistant Secretary of War). Er bekleidete den Posten bis zu seinem Rücktritt am 4. März 1923. Politisch gehörte er der Republikanischen Partei an.
Bei den Kongresswahlen des Jahres 1922 für den 68. Kongress wurde Wainwright im 25. Wahlbezirk von New York in das US-Repräsentantenhaus in Washington, D.C. gewählt, wo er am 4. März 1923 die Nachfolge von James W. Husted antrat. Er wurde drei Mal in Folge wiedergewählt. Da er auf eine erneute Wiederwahlkandidatur 1930 verzichtete, schied er nach dem 3. März 1931 aus dem Kongress aus.
Nach seiner Kongresszeit nahm er wieder seine Tätigkeit als Anwalt auf. Zwischen 1930 und 1937 war er Mitglied der Westchester County Park Commission. Er verstarb im letzten Jahr des Zweiten Weltkrieges in Rye und wurde dann auf dem Greenwood Union Cemetery beigesetzt.